# Carlos Camacho
Carlos Camacho del Hoyo (30 luglio 2000) è un tuffatore spagnolo.

## Biografia
Ha conquistato la medaglia di bronzo nella squadra mista ai III Giochi europei di Rzeszów 2023. Nel 2024 vince la medaglia d'oro nel sincro 10m misti e nella squadra mista agli europei di Belgrado.

## Palmarès
| Anno | Manifestazione  | Sede     | Evento           | Risultato | Prestazione | Note |
| ---- | --------------- | -------- | ---------------- | --------- | ----------- | ---- |
| 2021 | Coppa del Mondo | Tokyo    | Piattaforma 10m  | 44º P     | 283,50 p.   |      |
| 2022 | Europei         | Roma     | Piattaforma 10m  | 10º       | 333,80 p.   |      |
| 2022 | Europei         | Roma     | Sincro 10m       | 5º        | 255,30 p.   |      |
| 2022 | Europei         | Roma     | Squadra mista    | 4º        | 374,00 p.   |      |
| 2023 | Giochi europei  | Rzeszów  | Piattaforma 10m  | 7º        | 368,20 p.   |      |
| 2023 | Giochi europei  | Rzeszów  | Sincro 3m misti  | 5º        | 266,52 p.   |      |
| 2023 | Giochi europei  | Rzeszów  | Sincro 10m misti | 4º        | 274,86 p.   |      |
| 2023 | Giochi europei  | Rzeszów  | Squadra mista    | Bronzo    | 381,45 p.   |      |
| 2023 | Mondiali        | Fukuoka  | Piattaforma 10m  | 13º       | 399,10 p.   |      |
| 2023 | Mondiali        | Fukuoka  | Sincro 3m misti  | 12º       | 245,88 p.   |      |
| 2023 | Mondiali        | Fukuoka  | Sincro 10m misti | 13º       | 249,72 p.   |      |
| 2023 | Mondiali        | Fukuoka  | Squadra mista    | 6º        | 400,00 p.   |      |
| 2024 | Europei         | Belgrado | Piattaforma 10m  | Argento   | 432,70 p.   |      |
| 2024 | Europei         | Belgrado | Sincro 10m misti | Oro       | 274,50 p.   |      |
| 2024 | Europei         | Belgrado | Squadra mista    | Oro       | 367,65 p.   |      |